# Lasza Totadze
Lasza Totadze, gruz. ლაშა თოთაძე, ros. Лаша Тотадзе (ur. 24 sierpnia 1988 w miejscowości Gagra, Abchaska ASRR) – gruziński piłkarz, grający na pozycji obrońcy.

## Kariera piłkarska

### Kariera klubowa
Rozpoczął karierę piłkarską w FC Gagra. W 2008 przeszedł do Dynama Kijów. Jednak nie potrafił zagrać w podstawowym składzie Dynama i występował w drugiej lub rezerwowej drużynie Dynama. W sezonie 2009/2010 został wypożyczony do FC Gagra, a potem został piłkarzem węgierskiego Győri ETO FC.

### Kariera reprezentacyjna
Występował w młodzieżowej reprezentacji Gruzji.